# Rob Schremp
Robert Brodie „Rob“ Schremp (* 1. Juli 1986 in Fulton, New York) ist ein ehemaliger US-amerikanischer Eishockeyspieler, der im Verlauf seiner aktiven Karriere zwischen 2002 und 2018 unter anderem 114 Spiele für die New York Islanders und Atlanta Thrashers in der National Hockey League (NHL) auf der Position des Centers bestritten hat. Darüber hinaus absolvierte Schremp annähernd 300 weitere Partien in der American Hockey League (AHL).

## Karriere
Mit 14 Jahren begann Rob Schremp seine Karriere 2000 in seiner Heimatstadt Syracuse bei den Syracuse Junior Crunch in der Ontario Provincial Junior A Hockey League. 2001 wurde er zum Rookie des Jahres gewählt und war Topscorer seines Teams. Nach einer weiteren Spielzeit in der OPJHL wurde Schremp 2002 als Gesamterster im OHL Bantam Draft von den Mississauga IceDogs ausgewählt. In seiner Rookiesaison in der Ontario Hockey League erhielt er wieder den Titel des Rookie des Jahres, in Form des Emms Family Award. Im nächsten Jahr wechselte er nach drei Spielen zu den London Knights und zeigte auch hier sein Potenzial. Daher wählten ihn die Edmonton Oilers im NHL Entry Draft 2004 in der ersten Runde an 25. Stelle aus. Der Stürmer blieb zunächst noch in der OHL und gewann mit den Knights den J. Ross Robertson Cup. Als Meister der OHL qualifizierte sich das Team für das Turnier um den Memorial Cup. Hier erreichte Schremp mit seinem Team das Finale und schlug dort das Team von Sidney Crosby, die Océanic de Rimouski. In der Saison 2005/06 wurde der US-Amerikaner als Topscorer der OHL mit der Eddie Powers Memorial Trophy ausgezeichnet. Mit seinem Team unterlag er im Playoff-Finale der OHL den Peterborough Petes.
In der Saison 2006/07 startete Schremp seine professionelle Karriere bei den Wilkes-Barre/Scranton Penguins in der American Hockey League. Am 5. April 2007 gab er sein Debüt in der National Hockey League gegen die Minnesota Wild. Auch in der nächsten Saison spielte der Stürmer für das Farmteam, die Springfield Falcons, in der AHL und kam auf zwei Einsätze in der NHL. Seinen ersten Punkt für die Edmonton Oilers erzielte Schremp in der Saison 2008/09 am 3. Dezember 2008 gegen die Dallas Stars. Mit den Falcons verpasste er wie im Vorjahr die Playoffs. In der Saison 2009/10 gehörte Schremp ausschließlich zum NHL-Kader der New York Islanders. In 44 Partien erzielte er sieben Tore, gab 18 Torvorlagen und sammelte 25 Scorerpunkte. Ende Februar 2011 wurde er von den Islanders auf die Waiver-Liste gesetzt, von der ihn die Atlanta Thrashers auswählten. Nach der Umsiedlung der Franchise nach Winnipeg entschieden die Winnipeg Jets ihm kein Qualifikationsangebot zu unterbreiten, sodass Schremp im Juli 2011 als Free Agent verfügbar wurde.
Einen Monat später wurde er von MODO Hockey aus der schwedischen Elitserien verpflichtet. Für MODO absolvierte er in der Folge über 60 Einsätze in der Elitserien, ehe er im Juni zusammen mit Torwart Mikael Tellqvist zu Dinamo Riga wechselte. Im November 2012 wurde Schremp zunächst an das Farmteam HK Liepājas Metalurgs abgegeben, da er sich im KHL-Kader Dinamos nicht durchsetzen konnte. Anschließend wechselte er zum EC Red Bull Salzburg, wo er im verbleibenden Rest der Spielzeit in 26 Partien insgesamt 36 Scorerpunkte erzielte und sich damit für einen Einjahresvertrag beim EV Zug empfehlen konnte, für den er ab der Saison 2013/14 in der Schweizer National League A auflief. Im Sommer 2014 unterschrieb er beim Skellefteå AIK aus der Svenska Hockeyligan, konnte dort jedoch mit lediglich 20 Scorerpunkten aus 42 Partien in der Spielzeit 2014/15 nicht überzeugen. 
Daraufhin kehrte der US-Amerikaner im Oktober 2015 nach Nordamerika zurück, wo er sich den Portland Pirates aus der AHL anschloss. Er glänzte in der Saison 2015/16 als Topscorer der Pirates und unterzeichnete im Mai 2016 einen Vertrag bei den SCL Tigers aus der NLA. Am 31. Januar 2017 kam es zwischen Schremp und dem SCL zur Trennung. Einen Tag später wurde er als Neuzugang bei den Nürnberg Ice Tigers aus der Deutschen Eishockey Liga (DEL) vorgestellt. Im Oktober 2017 wurde Schremp erneut vom EC Red Bull Salzburg verpflichtet. Im November 2018 beendete er seine Karriere, ehe er in der Saison 2020/21 noch einmal für den HK Mogo in der Latvijas Hokeja Līga auflief.

## Erfolge und Auszeichnungen
| - 2001 OPJHL Rookie of the Year - 2002 Jack Ferguson Award - 2003 OHL First All-Rookie Team - 2003 CHL All-Rookie Team - 2003 Emms Family Award - 2004 Teilnahme am CHL Top Prospects Game - 2005 J.-Ross-Robertson-Cup-Gewinn mit den London Knights | - 2005 Memorial-Cup-Gewinn mit den London Knights - 2006 Eddie Powers Memorial Trophy - 2006 OHL First All-Star Team - 2006 CHL First All-Star Team - 2008 Teilnahme am AHL All-Star Classic - 2015 Schwedischer Vizemeister mit dem Skellefteå AIK - 2016 Teilnahme am AHL All-Star Classic |

## Karrierestatistik

### International
Vertrat die USA bei:
- U20-Junioren-Weltmeisterschaft 2005
- U20-Junioren-Weltmeisterschaft 2006

(Legende zur Spielerstatistik: Sp oder GP = absolvierte Spiele; T oder G = erzielte Tore; V oder A = erzielte Assists; Pkt oder Pts = erzielte Scorerpunkte; SM oder PIM = erhaltene Strafminuten; +/− = Plus/Minus-Bilanz; PP = erzielte Überzahltore; SH = erzielte Unterzahltore; GW = erzielte Siegtore; 1 Play-downs/Relegation; Kursiv: Statistik nicht vollständig)